# Lorenzo Uglietti
Lorenzo Uglietti (Torino, 27 giugno 1994) è un cestista italiano. Attualmente alla Pallacanestro Reggiana.

## Palmarès

### Club

#### Competizioni nazionali
- Coppa Italia LNP: 3

Latina Basket: 2014 (DNB)
Treviso Basket: 2019 (Serie A2)
GeVi Napoli: 2021 (Serie A2)
- Campionato serie A2 LNP: 2

treviso basket: 2018-2019
GeVi Napoli: 2020-2021